# Santo Tomás, Argentina
Santo Tomás är en ort i Argentina.   Den ligger i provinsen Neuquén, i den sydvästra delen av landet, 1 200 km sydväst om huvudstaden Buenos Aires. Santo Tomás ligger 686 meter över havet och antalet invånare är 219.
Terrängen runt Santo Tomás är kuperad åt sydväst, men åt nordost är den platt. Terrängen runt Santo Tomás sluttar österut. Trakten runt Santo Tomás är nära nog obefolkad, med mindre än två invånare per kvadratkilometer..
Omgivningarna runt Santo Tomás är i huvudsak ett öppet busklandskap.